# بال‌داردد
بال‌داردد (نام علمی: Volaticotherium) نام یک سرده از راسته هوسه‌قیف‌دندان‌سانان است.
زمانی همه‌ی پستانداران میانه‌زیستی را جانورانی کوچک‌اندام، سریع و حشره‌خوارمانند می‌دانستند. اما یافته‌های تازه نشان داده‌اند که این پستانداران از آنچه قبلاً تصور می‌شد متنوع‌تر بوده‌اند. بال‌داردد کشفی بسیار شگفت‌انگیز بود، چون بی‌تردید جانوری هواسُر بود؛ تنها پستاندار هواسرِ شناخته‌شده‌ی میانه‌زیستی. غشاهایی پوستی و بزرگ بین تنه و دست‌ها و پاهای بلندش کشیده شده بودند و شکل استخوان‌های انگشت‌های دست و پا و چنگال‌های بزرگش هم نشان می‌دهند که خوب از درخت بالا می‌رفته‌است. از غشای پوستی باقی‌مانده در سنگواره‌ی بال‌داردد می‌شود فهمید که ظاهری شبیه سنجاب پرنده‌ی امروزی داشته‌است. این جانور احتمالاً حشره می‌خورد.